# Лук ветвистый
Лук ветви́стый (лат. Állium ramósum, Allium odórum) — многолетнее травянистое растение семейства Луковые (Alliaceae), обладающее всеми свойствами лука и чеснока. В пищу употребляются листья, имеющие неповторимый луково-чесночный вкус. Все части растения съедобны. Листья в сыром и солёном виде кладут в салаты, добавляют к мясу, рыбе, любому гарниру, используют при приготовлении горячих блюд, пирогов и прочего. Стрелки цветков маринуют, как черемшу.

## Название
Известен ряд синонимов научного латинского названия, от которых в русском языке произошли иногда упоминаемые названия: лук дикий, лук китайский, лук пахучий, лук татарский. Другие старые русские названия почти забыты: степной чеснок, вшивый лук.
На современном китайском языке этот лук называется ецзю (кит. 野韭, пиньинь yějiǔ), однако, распространённое в Средней Азии и Казахстане название джусай происходит из китайского названия цзюцай (кит. 韭菜, пиньинь jiǔcài) для другого вида лука Allium tuberosum. 

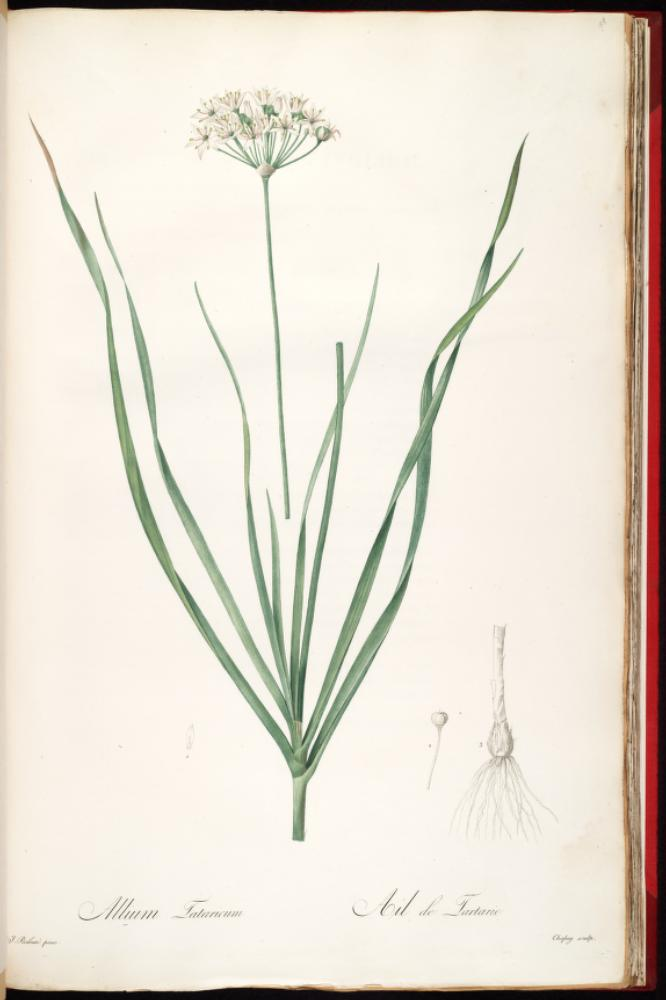
Ботаническая иллюстрация из книги Пьера-Жозефа Редуте Les liliacees, том 2, 1805

## Распространение и произрастание
Родиной растения считаются горные районы Китая и Монголии, откуда его распространили кочевые племена по южным районам Алтая, горам Средней Азии, Западной и Восточной Сибири.
По сравнению с другими видами многолетних луков, это относительно теплотребовательный вид, хотя при небольшом снежном покрове он может переносить морозы до −45°С. Джусай является засухоустойчивым растением, но высокий урожай качественных листьев можно получить только при достаточных поливах. Нетребователен к почвам, может произрастать на солонцеватых почвах. Хорошо растёт в тени и на освещённых участках.

## Описание
Растение многолетнее, морозоустойчивое.
Луковица узколинейная, диаметром 0,8—1,5 см, прикреплена к корневищу.
Цветоносный стебель высотой 60—70 см.
Листья длинные 35—60 см, плоские, мясистые, шириной 0,8—1,2 см, тёмно-зелёного цвета, со слабым восковым налётом. На одном побеге 6—12 общей массой 35—70 г.
Белые звёздчатые цветки с фиолетовой центральной жилкой на лепестке по 100—150 штук, собраны в густые шаровидные зонтики. До распускания цветков соцветия покрыты чехлом. Цветки отличаются приятным нежным запахом, что и дало растению одно из названий «Лук пахучий». Цветёт на второй год в июле—августе.

## Таксономия
Allium ramosum' L. Species Plantarum 1: 296. 1753.

### Синонимы
- Allium odorum L., Mant. Pl. 2: 62 (1771).
- Allium tataricum L.f., Suppl. Pl.: 196 (1782).
- Allium ramosum Georgi, Beschr. Nation. Russ. Reich 3(4): 892 (1800), nom. illeg.
- Moly odorum (L.) Moench, Suppl. Meth.: 98 (1802).
- Allium tataricum W.T.Aiton, Hortus Kew. Steud2: 233 (1811), nom. illeg.
- Allium umbellatum Haller f. ex Steud., Nomencl. Bot. 1: 29 (1821).
- Aglitheis tatarica (L.f.) Raf., Fl. Tellur. 2: 18 (1837).
- Allium beckerianum Regel, Index Seminum (LE, Petropolitanus) 1860: 30 (1860).
- Allium diaphanum Janka, Linnaea 30: 605 (1860).
- Butomissa tatarica (L.f.) Salisb., Gen. Pl.: 91 (1866), not validly publ.
- Allium senescens Miq., Ann. Mus. Bot. Lugduno-Batavi 3: 318 (1867), sensu auct.
- Allium potaninii Regel, Trudy Imp. S.-Peterburgsk. Bot. Sada, prepr. 6: 295 (1879).
- Allium weichanicum Palib., Trudy Imp. S.-Peterburgsk. Bot. Sada 14: 142 (1895).
- Allium lancipetalum Y.P.Hsu, Acta Bot. Boreal.-Occid. Sin. 7(4): 259 (1987).

## Использование
Растение возделывается из-за вкусовых качеств. Вкус полуострый, слабочесночный. Выращивают на одном месте 3—4 года. Размножается семенами и луковицами. Приёмы возделывания аналогичны агротехнике лука репчатого.
За вегетационный период листья срезают три—четыре раза. Если его не срезать, он начинает быстро чахнуть, желтеет, а после обрезки поросль становится мощнее и сохраняет нежность на протяжении всего лета. Этот вид лука употребляют в пищу до глубокой осени.

### Кулинария
В пищу используются нежные, сочные, долго не грубеющие плоские листья, имеющие чесночный, но без остроты, вкус. В Китае и Таиланде в пищу употребляются и нераскрывшиеся цветки и стрелки с соцветиями. В Казахстане его кладут в салаты из редьки, редиса, весенних овощей, добавляют в холодные закуски из фаршированного лёгкого, мозгов под майонезом. С листьями растения тушат и отваривают баранину, говядину, делают фарш для пельменей и мантов, готовят разнообразные блюда из субпродуктов и овощей, лапшу. В Кыргызстане растение в свежем виде используют как закуску, а в солёном — добавляют в салаты из пророщенного маша и жареного мяса с овощами. Лук ветвистый — непременный компонент сложных киргизских, уйгурских и дунганских соусов и жаркого из мяса и дичи, например, такого блюда, как лагман. Лук ветвистый является важным ингредиентом блюд Юго-Восточной Азии. Там, где в кулинарных книгах говорится «нарезать стебли зелёного лука» — это говорится именно о нём. На Западе это растение можно встретить в магазинах китайских продуктов.
В сушёном виде при предварительном нарезании или последующим после сушки перемолом с помощью блендера очень хорошо использовать как самостоятельную приправу (к супам, соусам, мясным и овощным горячим блюдам в конце их готовки во избежание потери аромата), так и в составе сложных сухих приправ с добавлением самых разнообразных овощей.

### Лекарственное растение
Витаминное и целебное растение. Содержание витамина С в листьях составляет 45 мг%, в соцветиях — 90—100 мг%.
В тибетской медицине все части растения используются для лечения хронических гастритов, неврастении, астматического кашля. Лук ветвистый обладает также кровоостанавливающим свойством, благоприятно действует на сердце, является хорошим противоядием при укусах змей и насекомых. По данным современной фармакологии, он обладает желчегонным, мочегонным и укрепляющим капилляры действием, повышает сопротивляемость организма к инфекциям.
Рецептов применения луковиц и семян для лечения множество. При сильных простудах, хроническом бронхите, воспалении лёгких, туберкулёзе, расстройствах слуха и зрения применяют лекарства, приготовленные из лука ветвистого.